# 寬帶複齒脂鯉
寬帶複齒脂鯉為輻鰭魚綱脂鯉目琴脂鯉亞目複齒脂鯉科的其中一種，為熱帶淡水魚，分布於非洲剛果河及坦干伊喀湖流域，體長可達60公分，棲息在底中層水域，以植物及其附著生物為食，生活習性不明，可做為觀賞魚。

## 扩展阅读
維基物種上的相關：寬帶複齒脂鯉